# Ebina Rin
Ebina Rin (海老名リン?) (Odagaki, Japón, 1848-20 de abril de 1909) fue una pionera en la educación femenina e infantil en Japón, reconocida por sus contribuciones a la educación en la región de Aizu. Fundadora de instituciones educativas y defensora de los derechos de las mujeres, su trabajo ayudó a establecer las bases de la educación para niñas en un contexto histórico en el que el acceso educativo para las mujeres era limitado. Además de su labor educativa, Ebina fue una ferviente cristiana y activista social, contribuyendo a la mejora de la posición social de las mujeres en Japón.
La historia de Ebina está marcada por una combinación de resiliencia, vocación por la enseñanza y compromiso social. Desde su niñez, vivió los cambios radicales que Japón experimentó en la transición de la era Edo a la era Meiji, y estos acontecimientos moldearon su carácter y determinación. A lo largo de su vida, enfrentó adversidades que superó gracias a su dedicación y convicciones.
En abril de 1893 fundó el Jardín de Infancia de Wakamatsu en Aizuwakamatsu, primer jardín de infancia femenino en la región. Implementó métodos pedagógicos basados en el fröbelismo, utilizando juguetes educativos para estimular la creatividad infantil. Participó en la directiva de la Asociación de Mujeres para la Moral Pública de Tokio como tesorera desde 14 de febrero de 1890. Dejó tres diarios manuscritos que documentan su obra.

## Biografía

### Orígenes y familia

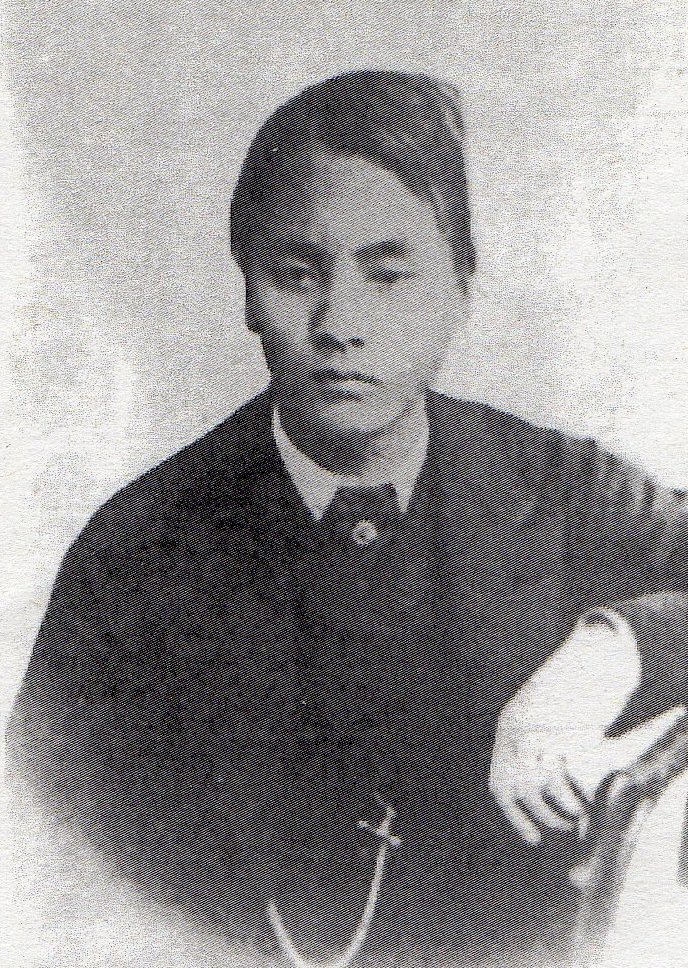
Retrato de Ebina Suemasa

Ebina Rin nació en el distrito de Odagaki, en el dominio de Aizu (hoy conocido como Jōtō-chō, en la ciudad de Aizuwakamatsu). Fue la segunda hija de un samurái, Hinata Shinsuke, y su esposa Matsu, quienes inculcaron en ella valores de lealtad y responsabilidad. A los diecisiete años, Rin contrajo matrimonio con Ebina Suemasa, exsamurái y alto oficial del clan Aizu, y luego alcalde de Aizuwakamatsu. Poco después, su esposo fue enviado a Europa para acompañar al daimio Tokugawa Akitake en la Exposición Universal de París, lo que limitó su convivencia durante los primeros años de su matrimonio. Al regresar, Suemasa fue forzado al exilio tras la derrota en la Guerra Boshin, una experiencia que afectó profundamente la vida de Rin y su familia.
Durante la Guerra Boshin, Rin tuvo que asumir el cuidado de su hogar en Aizu mientras Suemasa estaba en Tokio, lo cual le generó angustia y temor por su seguridad. Al término del conflicto, ella y otras familias de exsamuráis fueron exiliadas al remoto dominio de Tonami, en la península de Shimokita, donde enfrentaron dificultades extremas. La situación mejoró cuando Suemasa fue liberado y la familia pudo establecerse en Tokio.
En Tokio, Ebina se encontró con el cristianismo, adoptando una perspectiva distinta a la cultura feudal en la que había crecido. A los treinta y nueve años fue bautizada y comenzó a participar activamente en la Asociación de Mujeres para la Moral Pública de Tokio, llegando a ser vicepresidenta. A través de esta organización, defendió la posición social de las mujeres y promovió valores cristianos en su comunidad.

### Fundación de instituciones educativas

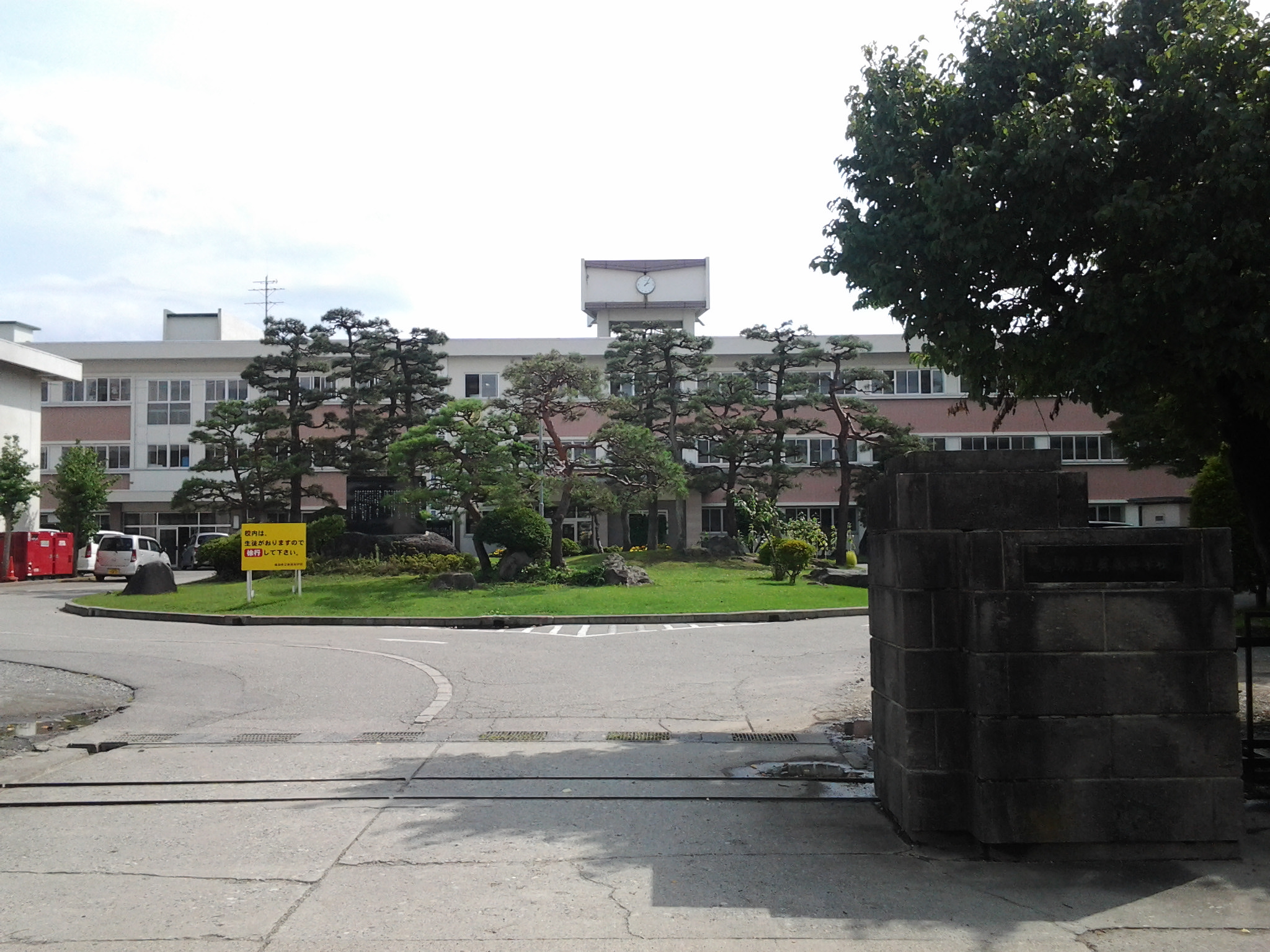
Escuela Secundaria Aoi de la Prefectura de Fukushima en 2013. Originalmente fue la Escuela de Mujeres de Aizu fundada en 1893 por Ebina Rin.

Ebina regresó a Aizu y en 1892 fundó el Jardín de Infantes Privado de Wakamatsu, una de las primeras instituciones de educación preescolar en la región. Aplicó el fröbelismo, incorporando juguetes pedagógicos en las actividades del jardín. Asistía a la instrucción dos o tres veces por semana y desarrollaba materiales didácticos.
En 1893, estableció también la Escuela de Mujeres de Aizu, la primera escuela privada para mujeres en Aizu. Estas instituciones marcaron el inicio de la educación formal para niñas en un entorno en el que, tradicionalmente, las mujeres tenían poco acceso a la instrucción académica. La escuela femenina se expandió gradualmente y, en 1909, se transformó en una escuela secundaria femenina pública. Ebina también obtuvo la certificación de maestra de preescolar a los cuarenta y dos años, consolidando su compromiso con la enseñanza.

### Actividad asociativa y filantrópica
El 14 de febrero de 1890 fue nombrada tesorera de la Asociación de Mujeres para la Moral Pública de Tokio, asociación de mujeres dedicada a la mejora social. En 1888 realizó donaciones individuales a favor del establecimiento de la Universidad Dōshisha, como miembro de la Primera Iglesia Cristiana de Tokio.

### Últimos años y legado
Ebina continuó liderando estas instituciones a pesar de enfrentar problemas de salud, y en 1908 se retiró debido a su deterioro físico. Falleció en 1909 a los sesenta y un años, víctima de tuberculosis. Tras su muerte, su legado fue conmemorado con una estatua en el templo Jōkōji en Aizuwakamatsu y su correspondencia con su amiga Niijima Yae en la escuela secundaria Aoi, ambas símbolos de su impacto en la educación y el avance de la posición de las mujeres en Japón.

## Premios y reconocimientos
En 1905, Ebina fue reconocida por el alcalde de Aizuwakamatsu, Saji Kōhei, quien le otorgó un certificado de agradecimiento en reconocimiento a sus aportes al desarrollo de la educación en la región. Además, en 1932, se erigió una estatua en su honor en la Escuela de Wakamatsu, destacando su papel fundamental en la fundación de instituciones educativas en Aizu.

## Obras
El legado de Ebina Rin no solo se observa en las instituciones que fundó, sino también en el impacto social de su trabajo en la comunidad de Aizu. En el año 2000, se publicó un libro que recopila su vida y sus contribuciones junto a las de su esposo, mostrando la influencia que ejercieron en su tierra natal y su papel en la historia educativa de Japón. Ebina dejó tres diarios manuscritos:
- Diario A: Reflexiones autobiográficas.
- Diario B: Registro de las actividades del jardín de niños desde abril de 1893.
- Diario C: Relato de la fundación de una escuela femenina en julio de 1893.

Estos diarios fueron publicados en una sola obra titulada El diario de Ebina Suemasa y Rin.